# Яркер, Джон
Джон Яркер (англ. John Yarker; 17 апреля 1833, Уэстморленд, Англия — 20 марта 1913, Уитингтон, Манчестер, Англия) — английский писатель и историк масонства, оккультист, масон. Он родился в Свиндейле, Шепе, что находится в Уэстморленде в северной Англии. Затем переехал с родителями в Ланкашир, в Манчестер в 1849 году. Происходил автор из рода Рейнгольд Яркер де Лейборн, выходцы из которого процветали в середине семнадцатого века.

## История
Яркер стал масоном в возрасте 21 года в ложе «Безупречность» (Intergrity) № 189, в Манчестере, 25 октября 1854 года. А в начале 1855 года его возвели в степень мастера-масона. В 1856 году Яркер был избран и инсталлирован Досточтимым Мастером ложи «Верность» (Fidelity) № 623. В степень Королевской Арки он был возвышен в капитуле «Трудолюбие» (Industy) № 465 в Хайде. В июле 1856 года Яркер вступает в Иерусалимский конклав Рыцарей Храма в Манчестере и становится его Командором в 1862—1863 гг. В 1861 году становится Великим Провинциальным вице-канцлером Великого Конклава Ланкашира, а с 1864 года занимает пост Великого Коннетабля Англии. В 1862 году Яркер ушел в отставку из ложи «Верность» и с тех пор не состоял в символических ложах, посвятив всё свое время работам в системах высших градусов.Так, Яркер был посвящён в дополнительные степени Йоркского устава «Рыцаря Мальты», и в «Священники рыцарей храма», а также в степени Ордена Красного Креста Константина, Древнего и принятого шотландского устава, и Королевской арки. Во время своих поездок в Америку он был посвящён в 33° Древнего и Принятого Шотландского Устава (Серно). Как отмечают биографы, в переписке Яркера за 1864 год можно прочитать о причинах его ухода из символической ложи следующее: он не лестно отзывается о братьях и называет их: масонами ножа и вилки, читателями меню и поклонниками бутылки. Он оказался разочарован в том, что у его сподвижников отсутствовал искренний интерес к эзотеризму. В 1887 году Яркер присоединился к знаменитой исследовательской ложе «Quatuor Coronati» № 2076, в которой активно работал до самой смерти в 1913 году.
Список организаций в которых состоял Яркер, и легальность и подлинность организаций к которым он себя причислял, была настолько сомнительная, что это бросало тень на всё регулярное английское масонство. А «Верховный совет для Англии и Уэльса» инициировал специальное слушание в своём трибунале в Манчестере, в 1870 году, где Яркеру вменялось в вину создание и участие в нерегулярных системах дополнительных степеней. В результате чего он и был исключён из Верховного совета ДПШУ для Англии и Уэльса.
Он присоединился к «Древнему и изначальному уставу Мемфиса» в Нью-Йорке, и стал «Верховным генеральным инспектором» «Суверенного святилища Великобритании и Ирландии» в Лондоне в 1872 году. По мнению бывшего канцлера Объединенной великой ложи Англии Джона Хэммила, Яркер нашёл в «Древнем и изначальном уставе» то, чего он не обнаружил в английском символическом масонстве; «систему, которая удовлетворяла его потребностям в поиске тайного знания и которая заставляла своих членов думать о прошлом и искать то знание, которое является ключом ко всему».
В 1875 году Яркер выпускает конституцию устава, в которой утверждалось, что: Древний и изначальный устав разрабатывает принципы религии в том виде, в котором она была дана людям изначально, и прививает практику и обязанность к отданию должного Божественному Творцу всего сущего. В основе её лежит вера в существование Бога, бессмертие души и ответственность перед Ним человека как разумной сущности. Во время своих исследований Яркер познакомился с Р. У. Литтлом, Ф. Г. Ирвином и У. У. Уэсткоттом. Все они были членами «Общества розенкрейцеров» в Англии (SRIA), а последний был не только масоном, но и одним из основателей «Ордена Золотой зари».

## Историк масонства
Большинство исследователей масонства в основном касаются внешней стороны вопроса, формальной организацией, описанием степеней, и т. д., мало интересуясь внутренним содержанием масонских работ. В своем основном труде, «Школе Арканов», Яркер реализовал иную, весьма амбициозную задачу — проследить корни эзотерической доктрины и символизма масонства на протяжении всей истории человечества.
Яркер в целом крайне негативно относился к концепции Объединенной великой ложи Англии о происхождении спекулятивного масонства с 1717 года. Яркер утверждал, что спекулятивные ложи существовали всегда, в них работали братья, изучающие геометрию и другие свободные и герметические науки, в том числе и представители других профессий, которым было необходимо такое обучение, и которое они больше нигде не могли получить. Яркер дает очень резкие, порой оскорбительные характеристики так называемым родоначальникам английского масонства Андерсену и Пейну, называя их деятельность сознательным подлогом и обманом, показывая политическую подоплёку создания великой ложи в 1717 году. По мнению Яркера, новая голландская династия, опасаясь бывших сторонников Стюартов и их нелояльности, решила полностью переформатировать масонское общество. По указу короля, любые масонские собрания воспринимались как бунт, а их участников могли арестовать, а то и казнить. Исключение было сделано лишь для тех масонских лож, которые получили патент от великой ложи, признанной королем.

## Работы
Публикации на английском языке:
- Yarker, John. Notes on the Orders of the Temple and St. John and the Jerusalem Encampment, Manchester. Manchester: n.p., 1869.
- Yarker, John. Notes on the Scientific and Religious Mysteries of Antiquity; The Gnosis and Secret Schools of the Middle Ages; Modern Rosicrucianism; and the Various Rites and Degrees of Free and Accepted Masonry. London: J. Hogg, 1872; rpt. New York: J. W. Bouton, 1878.
- Yarker, John. Masonic Charges and Lectures, A Series Translated from the French. Manchester: Isaac W. Petty & Son, 1880.
- Yarker, John. "English Ghost Stories, " Theosophist, Feb 1880, 1: 114.
- Yarker, John. Manual of the Degrees of the Antient and Primitive Rite of Masonry, Issued by the Sovereign Sanctuary, 33rd Degree, in and for Great Britain and Ireland. S.l.: n.p., 1881.
- Yarker, John. "The Beni Elohim, " Theosophist, Aug 1881, 2: 237-8.
- Yarker, John. "The Beni Elohim and the Book of Enoch, " Theosophist, Apr 1882, 3: 171-2.
- Yarker, John. Genealogy of the Surname Yarker; With the Leyburn, and Several Allied Families, Resident in the Counties of Yorkshire, Durham, Westmoreland, and Lancashire, Including All of the Name in Cumberland, Canada, America, and Middlesex (from the Conquest to the Present Time). Manchester: A. M. Petty, 1882.
- Yarker, John. "Can the Double Murder—Or Produce Results on the Material Body, " Theosophist, Mar 1883, 4: 149-50;
- Yarker, John. "The Adwaita Philosophy versus the Semitic Bible, " Theosophist, Apr 1883, 4: 175.
- Yarker, John. Recapitulation of All Masonry, or, A Description and Explanation of the Universal Hieroglyph of the Master of Masters. Dublin: Sovereign Sanctuary, 1883.
- Yarker, John. Speculative Freemasonry: A Historical Lecture Upon the Origin of Craft and High Grade Freemasonry, and Showing the Great Antiquity of the Combined System, Delivered Before the Brethren of the Palatine and Jerusalem Chapter, No. 2 on the Roll of the Sovereign Sanctuary of the Antient and Primitive Rite of Masonry in and for the United Kingdom of Great Britain and Ireland, in Assembly at Their Place of Meeting, the Grosvenor Hotel, Deansgate, Manchester, 26th November, 1883. Liverpool: Joseph Hawkins, 1883.
- Yarker, John. The Kneph, 1884—1900.
- Yarker, John. Two Lectures on High Grade Masonry. Liverpool: n.p., 1886.
- Yarker, John. The Code of Apex and the Sat Bhai, revised. London: n.p., 1886.
- Invictus [Robert H. Fryar?] and John Yarker, The Letters of Hargrave Jennings, Author of "The Rosicrucians, " "Phallicism, " &c., &c.: Forming the Unabridged Correspondence with the Editor of the Bath Occult Reprints, between 1879 and 1887, with Frontispiece. Bath: Robert H. Fryar, 1895.
- Thomas Inman and John Yarker, Supernatural Generation. Bath: R. H. Fryar, 1896.
- Yarker, John. "Aureus: " the Golden Tractate of Hermes Trismegistus: Concerning the Physical Secret of the Philosopher’s Stone: In Seven Sections: With an Introductory Essay by J. Yarker. Bath: Robert H. Fryar, 1886.
- Villars de Montfaucon and John Yarker, Sub-Mundanes: Or, the Elementaries of the Cabala, Being the History of Spirits. Bath: R. H. Fryar, 1886.
- Villars de Montfaucon and John Yarker, Continuation of the Comte De Gabalis, or New Discourses Upon the Secret Sciences; Touching upon the New Philosophy: Posthumous Work: Amsterdam, Pierre de Coup, M.D.CCXV. Bath: Robert H. Fryar, 1897.
- Antoine Androl and John Yarker, The Assistant Génies, and Irreconcileable Gnomes, or Continuation to the Comte de Gabalis. La Haye, M.DCC.XVIII. Bath: Robert H. Fryar, 1897.
- L. A. Cahagnet and John Yarker, Magnetic Magic. [Bath]: [Robert H. Fryar], 1898.
- Yarker, John. "Obituary of Dr. Karl Kellner, " Ars Quatuor Coronatorum 1905, 18: 150.
- Yarker, John. The Arcane Schools: A Review of Their Origin and Antiquity; with a General History of Freemasonry and Its Relation to the Theosophic, Scientific, and Philosophic Mysteries. Belfast: W. Tait, 1909.
- Yarker, John. The Ancient Constitutional Charges of the Guild Free Masons: To Which Is Added a Comparison with York Freemasonry. Belfast: William Tait, 1909.
- Yarker, John. «The Apocalypse Unsealed» [review], The Equinox 1911, I(6): 164-7.
- Yarker, John. «The Secret Tradition in Freemasonry» [review], The Equinox 1912, I(7): 413-7.

Публикации на руском языке:
- Джон Яркер. Школы Арканов. Обзор их происхождения и древней истории, а также история масонства = The Arcane Schools / Пер. О.И.Трояновский. — М.: Ганга, 2015. — 640 с. — (Масонство.Мартинизм.Герметизм). — 2000 экз. — ISBN 978-5-9906080-4-7. (в пер.)

- Джон Яркер. Учение Египетского Масонства / Перевод с англ.: Е.Л. Кузьмишин, Н.А. Иванова. — М.: Ганга, 2016. — 336 с. — (Масонство.Мартинизм.Герметизм). — 500 экз. — ISBN 978-5-9907758-3-1. (в пер.)